# Камбуне-сюр-ле-Сор
Камбуне́-сюр-ле-Сор (фр. Cambounet-sur-le-Sor, окс. Cambonet de Sòr) — коммуна во Франции, находится в регионе Юг — Пиренеи. Департамент — Тарн. Входит в состав кантона Пастель. Округ коммуны — Кастр.
Код INSEE коммуны — 81054.

## География
Коммуна расположена приблизительно в 590 км к югу от Парижа, в 55 км восточнее Тулузы, в 40 км к югу от Альби.
По территории коммуны протекают реки Сор и Бемазобр (фр. Bemazobre).

## Климат
Климат умеренно-океанический. Зима мягкая и дождливая, лето жаркое с частыми грозами. Ветры довольно редки.

## Население
Население коммуны на 2010 год составляло 830 человек.
| 1962 | 1968 | 1975 | 1982 | 1990 | 1999 | 2010 |
| ---- | ---- | ---- | ---- | ---- | ---- | ---- |
| 341  | 348  | 357  | 475  | 571  | 638  | 830  |

## Экономика
В 2007 году среди 507 человек в трудоспособном возрасте (15—64 лет) 407 были экономически активными, 100 — неактивными (показатель активности — 80,3 %, в 1999 году было 74,2 %). Из 407 активных работали 383 человека (211 мужчин и 172 женщины), безработных было 24 (9 мужчин и 15 женщин). Среди 100 неактивных 28 человек были учениками или студентами, 31 — пенсионерами, 41 были неактивными по другим причинам.

## Достопримечательности
- Замок Сер (XVI век). Исторический памятник с 2003 года.[4]

## Фотогалерея

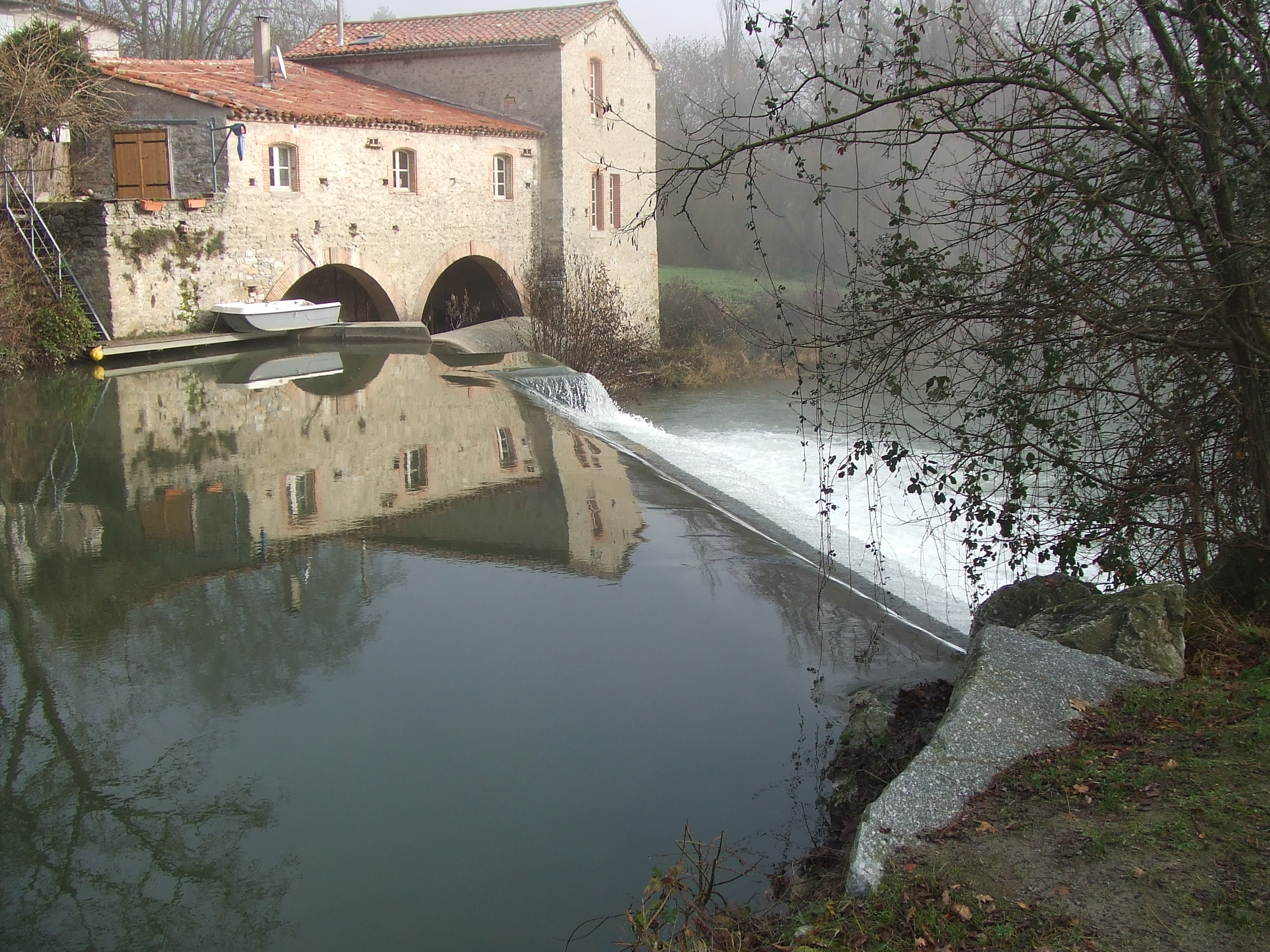
Река Сор
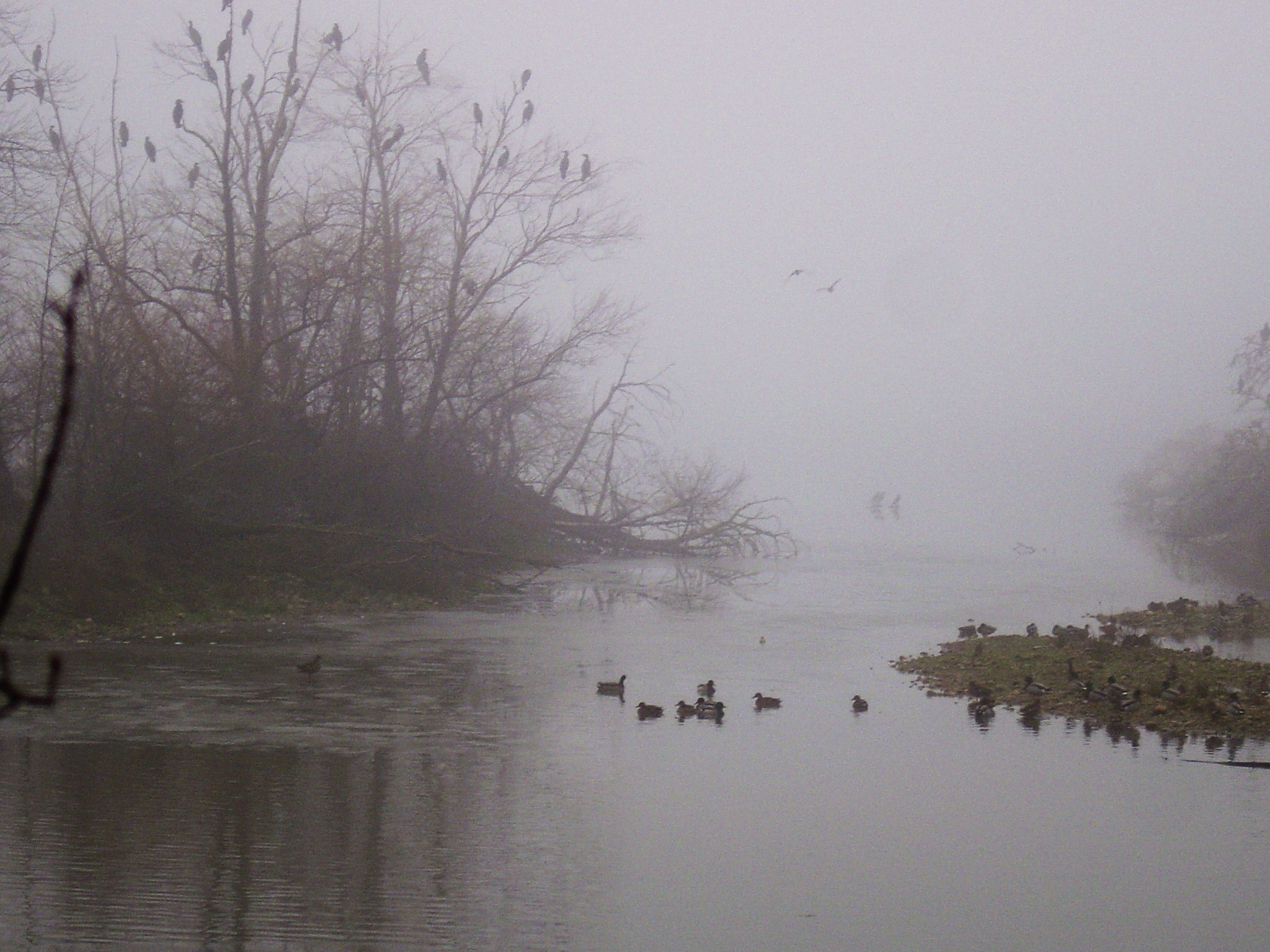
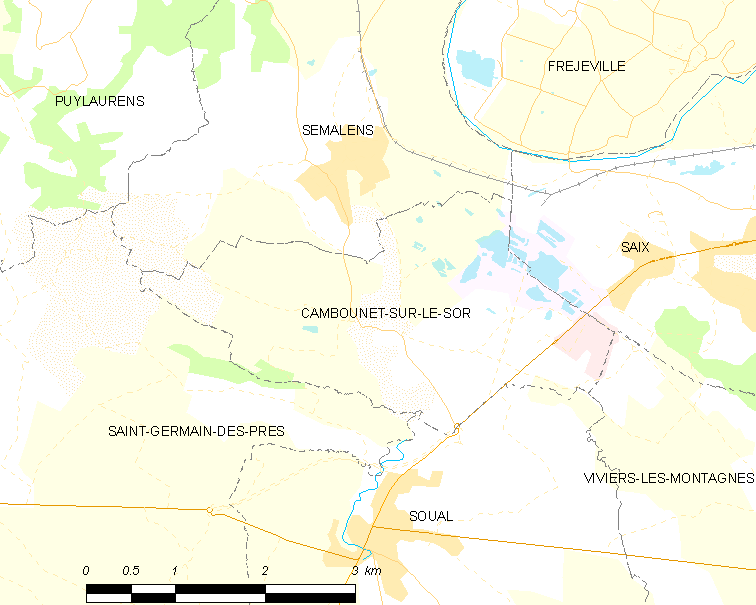
Карта коммуны